# غافن لامبرت
غافن لامبرت (بالإنجليزية: Gavin Lambert)‏ (و. 1924 – 2005 م) هو كاتب سيناريو، ومؤلف، وكاتب، وكاتب سير أمريكي، توفي في لوس أنجلوس، عن عمر يناهز 81 عاماً، بسبب مرض.

## التعليم
تعلم في كلية المجدلية.

## وصلات خارجية
- غافن لامبرت على موقع IMDb (الإنجليزية)
- غافن لامبرت على موقع ألو سيني (الفرنسية)
- غافن لامبرت على موقع أول موفي (الإنجليزية)
- غافن لامبرت على موقع قاعدة بيانات الأفلام السويدية (السويدية)
- غافن لامبرت على موقع قاعدة بيانات الفيلم (الإنجليزية)
- غافن لامبرت على موقع كينوبويسك (الروسية)